# Construint l'Esquerra-Alternativa Socialista
Alternativa Socialista o Construint l'Esquerra-Alternativa Socialista (en castellà, Construyendo la Izquierda-Alternativa Socialista, CLI-AS) és un partit polític espanyol, d'ideari socialista. Fou fundat el 2013 a partir d'una escissió del PSOE, al no tirar aquest partit endavant el projecte de banca pública. El partit es defineix com a "democràtic, federalista, republicà i laic" i "en contra dels partits que "es consideren socialistes i duen a terme polítiques neoliberals.
En les europees de 2014 van integrar-se en la llista de la coalició L'Esquerra Plural.
En el context de la crisi financera espanyola de principis de la dècada del 2010, recollint el relleu del Moviment 15-M va sorgir el partit Podem, que va tenir un ràpid creixement mediàtic i social i a les eleccions europees del 2014 i a les eleccions municipals i autonòmiques de maig de 2015 va aconseguir notables resultats a tot Espanya. Com a resposta a la divisió dels moviments d'esquerra la plataforma social Unitat Popular en Comú va intentar la confluència de totes les organitzacions de cara a crear una candidatura única per a les eleccions generals espanyoles de 2015, però Podem va rebutjar a integrar-se en aquest moviment, i finalment es va formar la coalició Unitat Popular amb Esquerra Unida, Unitat Popular en Comú, Chunta Aragonesista, Izquierda Asturiana, Batzarre, Construint l'Esquerra-Alternativa Socialista, Segoviemos i Esquerra Castellana. La coalició va obtenir 923.133 vots i dos diputats, sent la cinquena força més votada.